# Embelia ovata
Embelia ovata är en viveväxtart som beskrevs av Rudolph Herman Scheffer. Embelia ovata ingår i släktet Embelia och familjen viveväxter. Inga underarter finns listade i Catalogue of Life.